# Yusra Mardini
Yusra Mardini (arabisk: يسرى مارديني; født 5. marts 1998) er en syrisk svømmer, der i øjeblikket bor i Hamborg, Tyskland. Hun var medlem af det olympiske flygtningehold, der konkurrerede under det olympiske flag ved sommer-OL 2016 i Rio de Janeiro. Den 27. april 2017 blev Mardini udnævnt til UNHCR Goodwill Ambassador. Hun konkurrerede også ved Sommer-OL 2020 i Tokyo med flygtningeholdet.

## Tidligt liv
Mardini voksede op i Darayya som er en forstad til Damaskus, og trænede i svømning med støtte fra den syriske olympiske komité. I 2012 repræsenterede hun Syrien i VM i kortbanesvømning 200 meter individuel medley, 200 meter fri og 400 meter fri.
Mardinis hus blev ødelagt i den syriske borgerkrig. Mardini og hendes søster Sara besluttede at flygte fra Syrien i august 2015. De nåede Libanon og derefter Tyrkiet, hvor de arrangerede at blive smuglet ind i Grækenland med båd sammen med 18 andre migranter, selvom båden var beregnet til at blive brugt af ikke mere end 6 eller 7 personer. Efter at jollen fik motorstop og begyndte at tage vand ind i Det Ægæiske Hav, gik Yusra, hendes søster, Sara og to andre svømmedygtige i vandet og skubbede og trak båden gennem vandet i over 3 timer, indtil gruppen nåede Lesbos. De rejste derefter til fods gennem Europa til Tyskland, hvor de slog sig ned i Berlin i september 2015. Hendes forældre og lillesøster, Shaed, er også flygtet fra Syrien og bor i Tyskland.

## Svømmekarriere
Ved ankomsten til Tyskland fortsatte Mardini sin træning med træner Sven Spannenkrebs fra Wasserfreunde Spandau 04 i Berlin i håb om at kvalificere sig til OL. Hun forsøgte at kvalificere sig til 200 meter fri svømning. I juni 2016 var Mardini en af ti atleter udvalgt til det Olympiske flygtningehold ved sommer-OL 2016. Mardini konkurrerede i 100 meter fri og 100 meter butterfly ved sommer-OL 2016 i Rio. Ved OL i Rio vandt Mardini et heat i 100 m butterfly mod fire andre svømmere med en tid på 1:09.21 og en placering som nr. 41 blandt 45 deltagere.
IOC-formand Thomas Bach sagde om flygtningeatleterne: "Vi hjælper dem med at gøre deres drøm om sportslig fortræffelighed til virkelighed, selv når de er nødt til at flygte fra krig og vold."
Mardini konkurrerede ved de olympiske sommerlege 2020 i Tokyo. Hun var flagbærer for IOC Flygtningeholdet i atleternes parade ved åbningsceremonien. I kvindernes 100 m butterfly svømmede hun en tid på 1:06,78 i den indledende runde og blev elimineret fra de næste runder, som kun de 16 bedste kvinder kvalificerede sig til.

## Populærkultur
Mardinis historie er fortalt i novellesamlingen Good Night Stories for Rebel Girls, af Elena Favilli og Francesca Cavallo. Historien er illustreret af JM Cooper, og da historien blev udgivet som en podcast-episode, blev den fortalt af den amerikanske journalist og langdistancesvømmer Diana Nyad. Den 3. maj 2018 udkom hendes selvbiografi "Butterfly: From Refugee to Olympian - My Story of Rescue, Hope, and Triumph". Det er planen, at instruktør Stephen Daldry skal lave en film om hendes liv. Den irske musiker Declan O'Rourke skrev sangen "Olympian" for at huske Yusras historie.

## Eksterne links
- Yusra Mardinis profil på Olympics.com (engelsk)
- Yusra Mardinis profil på Olympic.org (arkiveret) (engelsk)
- Yusra Mardinis profil på Sports-Reference OL-resultater (arkiveret) (engelsk)
- Yusra Mardinis profil på Olympedia (engelsk)
- Yusra Mardinis profil hos FINA (engelsk)
- Yusra Mardinis profil på swimrankings.net (engelsk)
- Facebookkonto: swim.yusra
- Yusra Mardini på Instagram